# Кевін Дойл
Ке́він Дойл (англ. Kevin Doyle, нар. 18 вересня 1983, Адамстаун, Ірландія) — ірландський футболіст, нападник клубу «Вулвергемптон Вондерерз».

## Клубна кар'єра
У дорослому футболі дебютував 2002 року виступами за команду клубу «Сент-Патрікс Атлетік», в якій провів один сезон, взявши участь лише у 10 матчах чемпіонату. 
Своєю грою за цю команду привернув увагу представників тренерського штабу клубу «Корк Сіті», до складу якого приєднався 2003 року. Відіграв за команду з Корка наступні два сезони своєї ігрової кар'єри. Більшість часу, проведеного у складі «Корк Сіті», був основним гравцем атакувальної ланки команди. У складі «Корк Сіті» був одним з головних бомбардирів команди, маючи середню результативність на рівні 0,33 гола за гру першості. Допоміг команді 2005 року вибороти титул чемпіонів Ірландії.
2005 року уклав контракт з клубом «Редінг», у складі якого провів наступні чотири роки своєї кар'єри гравця. Граючи у складі «Редінга» також здебільшого виходив на поле в основному складі команди. В новому клубі був серед найкращих голеодорів, відзначаючись забитим голом в середньому щонайменше у кожній третій грі чемпіонату.
До складу клубу «Вулвергемптон Вондерерз» приєднався 2009 року. Наразі встиг відіграти за клуб з Вулвергемптона 71 матч в національному чемпіонаті.

## Виступи за збірні
Протягом 2004–2005 років залучався до складу молодіжної збірної Ірландії. На молодіжному рівні зіграв у 11 офіційних матчах, забив 6 голів.
2006 року дебютував в офіційних матчах у складі національної збірної Ірландії. Наразі провів у формі головної команди країни 45 матчів, забивши 10 голів.
| Дата       | Місто      | Господарі  | Результат | Гості      | Турнір            | Голи | Примітки |
| ---------- | ---------- | ---------- | --------- | ---------- | ----------------- | ---- | -------- |
| 01/03/2006 | Дублін     | Ірландія   | 3 – 0     | Швеція     | товариський матч  | -    |          |
| 24/05/2006 | Дублін     | Ірландія   | 0 – 1     | Чилі       | товариський матч  | -    |          |
| 16/08/2006 | Дублін     | Ірландія   | 0 – 4     | Нідерланди | товариський матч  | -    |          |
| 02/09/2006 | Штутгарт   | Німеччина  | 1 – 0     | Ірландія   | Відбір до ЧЄ 2008 | -    |          |
| 15/11/2006 | Дублін     | Ірландія   | 5 – 0     | Сан-Марино | Відбір до ЧЄ 2008 | 1    |          |
| 24/03/2007 | Дублін     | Ірландія   | 1 – 0     | Уельс      | Відбір до ЧЄ 2008 | -    |          |
| 28/03/2007 | Дублін     | Ірландія   | 1 – 0     | Словаччина | Відбір до ЧЄ 2008 | 1    |          |
| 23/05/2007 | Нью-Йорк   | Еквадор    | 1 – 1     | Ірландія   | товариський матч  | 1    |          |
| 26/05/2007 | Фоксборо   | Ірландія   | 1 – 1     | Болівія    | товариський матч  | -    |          |
| 22/08/2007 | Орхус      | Данія      | 0 – 4     | Ірландія   | товариський матч  | -    |          |
| 08/09/2007 | Братислава | Словаччина | 2 – 2     | Ірландія   | Відбір до ЧЄ 2008 | 1    |          |
| 12/09/2007 | Прага      | Чехія      | 1 – 0     | Ірландія   | Відбір до ЧЄ 2008 | -    |          |
| 13/10/2007 | Дублін     | Ірландія   | 0 – 0     | Німеччина  | Відбір до ЧЄ 2008 | -    |          |
| 17/10/2007 | Дублін     | Ірландія   | 1 – 1     | Кіпр       | Відбір до ЧЄ 2008 | -    |          |
| 17/11/2007 | Кардіфф    | Уельс      | 2 – 2     | Ірландія   | Відбір до ЧЄ 2008 | 1    |          |
| 06/02/2008 | Дублін     | Ірландія   | 0 – 1     | Бразилія   | товариський матч  | -    |          |
| 24/05/2008 | Дублін     | Ірландія   | 1 – 1     | Сербія     | товариський матч  | -    |          |
| 29/05/2008 | Лондон     | Ірландія   | 1 – 0     | Колумбія   | товариський матч  | -    |          |
| 20/08/2008 | Осло       | Норвегія   | 1 – 1     | Ірландія   | товариський матч  | -    |          |
| 06/09/2008 | Майнц      | Грузія     | 1 – 2     | Ірландія   | Відбір до ЧС 2010 | 1    |          |
| 10/09/2008 | Подгориця  | Чорногорія | 0 – 0     | Ірландія   | Відбір до ЧС 2010 | -    |          |
| 15/10/2008 | Дублін     | Ірландія   | 1 – 0     | Кіпр       | Відбір до ЧС 2010 | -    |          |
| 19/11/2008 | Дублін     | Ірландія   | 2 – 3     | Польща     | товариський матч  | -    |          |
| 11/02/2009 | Дублін     | Ірландія   | 2 – 1     | Грузія     | Відбір до ЧС 2010 | -    |          |
| 28/03/2009 | Дублін     | Ірландія   | 1 – 1     | Болгарія   | Відбір до ЧС 2010 | -    |          |
| 01/14/2009 | Барі       | Італія     | 1 – 1     | Ірландія   | Відбір до ЧС 2010 | -    |          |
| 12/08/2009 | Лімерік    | Ірландія   | 0 – 3     | Австралія  | товариський матч  | -    |          |
| 05/09/2009 | Нікосія    | Кіпр       | 1 – 2     | Ірландія   | Відбір до ЧС 2010 | 1    |          |
| 08/09/2009 | Лімерік    | Ірландія   | 1 – 0     | ПАР        | товариський матч  | -    |          |
| 10/10/2009 | Дублін     | Ірландія   | 2 – 2     | Італія     | Відбір до ЧС 2010 | -    |          |
| 14/11/2009 | Дублін     | Ірландія   | 0 – 1     | Франція    | Відбір до ЧС 2010 | -    |          |
| 18/11/2009 | Сен-Дені   | Франція    | 1 – 1     | Ірландія   | Відбір до ЧС 2010 | -    |          |
| 02/03/2010 | Лондон     | Бразилія   | 2 – 0     | Ірландія   | товариський матч  | -    |          |
| 26/05/2010 | Дублін     | Ірландія   | 2 – 1     | Парагвай   | товариський матч  | 1    |          |
| 28/05/2010 | Дублін     | Ірландія   | 3 – 0     | Алжир      | товариський матч  | -    |          |
| 03/09/2010 | Єреван     | Вірменія   | 0 – 1     | Ірландія   | Відбір до ЧЄ 2012 | -    |          |
| 07/09/2010 | Дублін     | Ірландія   | 3 – 1     | Андорра    | Відбір до ЧЄ 2012 | 1    |          |
| Усього     |            | Матчів     | 37        |            | Голів             | 9    |          |

## Титули і досягнення
- Чемпіон Ірландії (1):

«Корк Сіті»: 2005
- Чемпіон Футбольної Ліги Англії (1):

«Редінг»: 2005–06